# Орловска област
Орловска област (рус. Орловская область), позната и као Орелска област или Орловштина (рус. Орловщина), је конститутивни субјект Руске Федерације са статусом области на простору Средишњег федералног округа у европском делу Русије.
Административни центар области је град Орел (Орјол).

## Етимологија
Главни град Орловске области основан је 1566. године, на реци Оки и њеној притоци Орловки, по којој је и град добио име. Име града Орел, на руском Орёл, дословно значи „Орао”, а име реке Орловка је име једне врсте орла рибара — орловка. Ово је био разлог због кога је цела област добила име Орловска област.
Српски назив административног средишта области је Орел, док се у литератури користи и Орјол. Због честе праксе да се руске области називају по имену административног центра, ова област се често и у српском језику назива Орелска или Орјолска област.

## Становништво
| 1959.   | 1970.   | 1979.   | 1989.   | 2002.   | 2010.   | 2019.   |
| ------- | ------- | ------- | ------- | ------- | ------- | ------- |
| 929,013 | 931,028 | 892,505 | 890,636 | 860,262 | 786,935 | 739,465 |